# Rhino Rock
Rhino Rock är en kulle i Antarktis. Den ligger i Västantarktis. Argentina, Chile och Storbritannien gör anspråk på området. Toppen på Rhino Rock är 700 meter över havet.
Terrängen runt Rhino Rock är lite bergig. Trakten är obefolkad. Det finns inga samhällen i närheten.